# Thingan
Thingan (nepalski: ठिंगन) – gaun wikas samiti w środkowej części Nepalu w strefie Narajani w dystrykcie Makwanpur. Według nepalskiego spisu powszechnego z 2001 roku liczył on 653 gospodarstw domowych i 4080 mieszkańców (1982 kobiet i 2098 mężczyzn).